# 世界的中心是大阪 ～難波自治區～
《世界的中心是大阪 ～難波自治區～》（世界の中心は大阪や 〜なんば自治区〜）是日本女子組合NMB48的第二張原创专辑，於2014年8月13日由laugh out loud! records發售。

## 收录曲目

### Type-N
封面：加藤夕夏、太田夢莉、小谷里步、柏木由紀、上西恵、村重杏奈、山本彩、吉田朱里
封底：Team N 18位成員
CD
1. 伊維薩女孩（イビサガール） [4:08]
（作詞：秋元康、作曲：Fujinotakafumi（日语：フジノタカフミ）、編曲：生田真心）
初收录曲，於專輯發行前先行配信。
2. 我們的發現（僕らのユリイカ） [4:10]
（作詞：秋元康、作曲：高田曉（日语：高田暁）、編曲：生田真心）
7th单曲标题曲。
3. 大蔥鴨們（カモネギックス） [4:17]
（作詞：秋元康、作曲・編曲：井上義正（日语：井上ヨシマサ））
8th单曲标题曲。
4. 高山上的蘋果（高嶺の林檎） [4:38]
（作詞：秋元康、作曲：田中俊亮、編曲：武藤星児）
9th单曲标题曲。
5. 「別在意學生手冊的照片」的法則（“生徒手帳の写真は気に入っていない”の法則） [4:58]
（作詞：秋元康、作曲・編曲：石井健太郎）
《NMB48 藝人！THE MOVIE RETURNS 畢業！搞笑青春女孩們的新旅程》主題曲。
6. 下電車（電車を降りる） [5:05] - Team N
（作詞：秋元康、作曲・編曲：渡辺淳）
初收录曲。
7. 臼齒 [5:39] - 白組
（作詞：秋元康、作曲：山本加津彥（日语：山本加津彦）、編曲：清水哲平）
7th单曲 B面曲。
8. 在傾盆暴雨的青春之中（どしゃぶりの青春の中で） [4:31] - 白組
（作詞：秋元康、作曲：渡邊信一（日语：渡邉シンジ）、編曲：生田真心）
8th单曲 B面曲。
9. 舞會上的戀人（プロムの恋人） [4:36] - 白組
（作詞：秋元康、作曲：小澤正澄、編曲：若田部誠）
9th單曲 B面曲
10. 雖然想抱緊你（抱きしめたいけど） [4:18] - 山本彩
（作詞：秋元康、作曲：in the Tz、編曲：野中“MASA”雄一（日语：野中“まさ”雄一））
初收录曲。
11. 整週全都是星期一的話也不錯（一週間、全部が月曜日ならいいのに…） [4:28]
（作詞：秋元康、作曲：高見澤俊彥（日语：高見沢俊彦）、編曲：生田真心）
9th单曲 B面曲。
12. 太陽眼鏡和知心話（サングラスと打ち明け話） [4:36] - 研究生
（作詞：秋元康、作曲：KOUTAPAI、編曲：武藤星児）
8th单曲 B面曲。
13. 時間開始告白（時間は語り始める） [3:56]
（作詞：秋元康　作曲：Fujinotakafumi、編曲：野中“MASA”雄一）
8th单曲劇場盤 B面曲。
14. 大蔥鴨們<Remo-Con（日语：田村哲也） REMIX> [5:10]
（作詞：秋元康、作曲・編曲：井上義正）
由DJ Remo-Con混音版本的大蔥鴨們。
15. 遇見你之後我變了（君と出会って僕は変わった） [4:18]
（作詞：秋元康、作曲：中野ゆう、編曲：若田部誠）
AKB48 34th單曲「倘若在梧桐樹的路上對你說「我夢見了你的微笑」之後我們的關係會有什麼樣的變化呢、我兀自持續想了好多天最後有點難為情地得到了一個結論」Type-N的B面曲。

DVD （DISC A）
1. 伊維薩女孩（Music Video）
2. 伊維薩女孩（Music Video Dance Version）
3. 下電車（Music Video）
4. 伊維薩女孩特典映像〜小谷里歩挑戰跳傘!〜
5. 「天使在這裡」公演/Team N -2014.3.25-

DVD （DISC B）
1. 「NMB48 重溫時間 最佳曲目50 2014 2014（第50名〜34名）」
2. 「特典映像1 「聊天組2」 <前編>」
3. 「特典映像2 初次的隨意閒晃1人旅遊 <太田夢莉 編>」

### Type-M
封面：白間美瑠、高野祐衣、谷川愛梨、村瀨紗英、藤江麗奈、矢倉楓子、山田菜菜
封底：Team M 18位成員
CD
1. 伊維薩女孩
2. 我們的發現
3. 大蔥鴨們
4. 高山上的蘋果
5. 「別在意學生手冊的照片」的法則
6. 夏日的催眠術（夏の催眠術） [4:14] - Team M
（作詞：秋元康、作曲・編曲：板垣祐介）
初收录曲。
7. 在雛壇上發揮不了我的魅力（ひな壇では僕の魅力は生きないんだ） [3:48] - 難波鉄砲隊其之参
（作詞：秋元康、作曲：木村有希、編曲：増田武史）
7th单曲 B面曲。
8. 追憶光線（思わせ光線） [3:51] - 紅組
（作詞：秋元康、作曲・編曲：渡辺和紀）
8th单曲 B面曲。
9. 去爬山吧（山へ行こう） [4:50] - 難波鉄砲隊其之伍
（作詞：秋元康、作曲：chalaza、編曲：野中“MASA”雄一）
9th单曲 B面曲。
10. 最盛期（ピーク） [4:34]
（作詞：秋元康、作曲：炭田慎也、編曲：若田部誠）
初收录曲。
11. 整週全都是星期一的話也不錯
12. 太陽眼鏡和知心話
13. 時間開始告白
14. 大蔥鴨們<Remo-Con REMIX>
15. 遇見你之後我變了

DVD （DISC A）
1. 伊維薩女孩（Music Video）
2. 伊維薩女孩（Music Video Dance Version）
3. 夏日的催眠術（Music Video）
4. 伊維薩女孩特典映像〜小谷里歩挑戰跳傘!〜
5. 「偶像的黎明」公演/Team M -2014.4.1-

DVD （DISC B）
1. 「NMB48 重溫時間 最佳曲目50 2014 2014（第33名〜17名）」
2. 「特典映像1 「聊天組2」 <後編>」
3. 「特典映像2 初次的隨意閒晃1人旅遊 <白間美瑠 編>」

### Type-B
封面：市川美織、梅田彩佳、澀谷凪咲、薮下柊、高柳明音、渡辺美優紀、門脇佳奈子
封底：Team BII 18位成員
CD
1. 伊維薩女孩
2. 我們的發現
3. 大蔥鴨們
4. 高山上的蘋果
5. 「別在意學生手冊的照片」的法則
6. 輸給了你（君にヤラレタ） [3:55] - Team BII
（作詞：秋元康、作曲：伊比裕一郎、編曲：野中“MASA”雄一）
初收录曲。
7. 已經不甘於處於下風了（もう裸足にはなれない） [3:48] - 難波鉄砲隊其之四
（作詞：秋元康、作曲：福田貴史、編曲：佐佐木裕（日语：佐々木裕））
8th单曲 B面曲。
8. 野蠻的霜淇淋（野蛮なソフトクリーム） [4:26] - 紅組
（作詞：秋元康、作曲・編曲：依光輝久）
7th单曲 B面曲。
9. 打水漂（水切り） [4:09] - 紅組
（作詞：秋元康、作曲：大神良康、編曲：野中“MASA”雄一）
9th单曲 B面曲。
10. 心的獨佔權（ハートの独占権） [4:20] - 柏木由紀、渡辺美優紀
（作詞：秋元康、作曲・編曲：増田武史）
初收录曲。
11. 整週全都是星期一的話也不錯
12. 太陽眼鏡和知心話
13. 時間開始告白
14. 大蔥鴨們<Remo-Con REMIX>
15. 遇見你之後我變了

DVD （DISC A）
1. 伊維薩女孩（Music Video）
2. 伊維薩女孩（Music Video Dance Version）
3. 輸給了你（Music Video）
4. 伊維薩女孩特典映像〜小谷里歩挑戰跳傘!〜
5. 「正在戀愛中」公演/Team BII -2014.3.24-

DVD （DISC B）
1. 「NMB48 重溫時間 最佳曲目50 2014 2014（第36名〜1名）」
2. 「NMB48 feat.吉本新喜劇 Vol.9」

### 劇場盤
封面／封底：「伊維薩女孩」選拔成員22名
CD
1. 伊維薩女孩
2. 我們的發現
3. 大蔥鴨們
4. 高山上的蘋果
5. 「別在意學生手冊的照片」的法則
6. 想像的詩人（想像の詩人） [6:10] - 研究生
（作詞：秋元康、作曲：丸谷學（日语：丸谷マナブ）、編曲：板垣祐介）
初收录曲。
7. 傳不到的傳達物（届かなそうで届くもの） [3:57]
（作詞：秋元康、作曲：島崎貴光、編曲：佐佐木裕）
7th单曲 B面曲。
8. 太陽眼鏡和知心話
9. 雨傘不需要（傘はいらない） [4:14]
（作詞：秋元康、作曲：入江徹、編曲：野中“MASA”雄一）
9th单曲劇場盤 B面曲。
10. 時間開始告白
11. 整週全都是星期一的話也不錯
12. 彩姐 [5:28]
（作詞：秋元康、作曲・編曲：佐佐木裕）
7th单曲劇場盤 B面曲。
13. 大蔥鴨們<Remo-Con REMIX>
14. 遇見你之後我變了

## 選拔成员
所属队伍是发售当时的状况

### 伊維薩女孩
（Center：山本彩）
- Team N：太田夢莉、柏木由紀、加藤夕夏、小谷里步、上西惠、村重杏奈、山本彩、吉田朱里
- Team M：白間美瑠、高野祐衣、谷川愛梨、藤江麗奈（藤江れいな）、村瀨紗英、矢倉楓子、山田菜菜
- Team BII：市川美織、梅田彩佳、門脇佳奈子、澀谷凪咲、高柳明音、薮下柊、渡邊美優紀

### 「別在意學生手冊的照片」的法則
（Center：山本彩、渡辺美優紀）
- Team N：門脇佳奈子、木下春奈、小谷里步、上西惠、山本彩、吉田朱里
- Team M：木下百花、近藤里奈、白間美瑠、村上文香、矢倉楓子、山田菜菜
- Team BII：澀谷凪咲、薮下柊、渡辺美優紀
- 前成员：小笠原茉由（现AKB48 Team B）

### 下電車
「Team N」名義
（Center：山本彩、柏木由紀）
- Team N：太田夢莉、柏木由紀、加藤夕夏、岸野里香、河野早紀、古賀成美、小谷里步、上西惠、須藤凛凛花、西村愛華、村重杏奈、室加奈子、山内翼（山内つばさ）、山岸奈津美、山口夕輝、山本彩、與儀凱拉（與儀ケイラ）[注 1]、吉田朱里

### 夏日催眠術
「Team M」名義
（Center：矢倉楓子、白間美瑠）
- Team M：東由樹、石塚朱莉、沖田彩華、川上礼奈、木下百花、久代梨奈、近藤里奈、白間美瑠、高野祐衣、武井紗良、谷川愛梨、藤江麗奈、三浦亞莉沙、三田麻央、村上文香、村瀨紗英、矢倉楓子、山田菜菜

### 輸給了你
「Team BII」名義
（Center：渡辺美優紀）
- Team BII：井尻晏菜、磯佳奈江、市川美織、植田碧麗、梅田彩佳、門脇佳奈子、上枝惠美加、川上千尋、木下春奈、日下木之實（日下このみ）、黑川葉月、澀谷凪咲、高柳明音、内木志、林萌萌香、薮下柊、渡邊美優紀

### 想像的詩人
「研究生」名義
（Center：城惠理子）
- 研究生：明石奈津子、石田優美、鵜野瑞希（鵜野みずき）、大段舞依、城惠理子、高山梨子[注 2]、照井穗乃佳、中野麗來、西澤瑠莉奈、松岡知穗、松村芽久未、森田彩花、山尾梨奈

### 最盛期
（Center:矢倉楓子、白間美瑠）
- Team N：太田夢莉、加藤夕夏
- Team M：白間美瑠、藤江麗奈、村瀨紗英、矢倉楓子、山田菜菜
- Team BII：市川美織、梅田彩佳、澀谷凪咲、高柳明音、薮下柊
- 研究生：城惠理子

## 備註